# لشنا (استان اشوی‌داشکسیه)
لشنا (به لهستانی: Leśna) یک منطقهٔ مسکونی در لهستان است که در گمینا بوزنتن واقع شده‌است. لشنا ۵۰۰ نفر جمعیت دارد.